# Blake Butler
Blake Butler, né le 1er janvier 1979 à Marietta, Géorgie, est un écrivain et éditeur américain. Il édite le blog littéraire HTMLGIANT, ainsi que deux revues : Lamination Colony et, avec Ken Baumann, No Colony . Ses autres écrits ont été publiés dans Birkensnake, The Believer, Unsaid, Fence, Willow Springs, The Lifted Brow, Opium Magazine, Gigantic et Black Warrior Review. Il a également écrit une chronique régulière pour Vice Magazine.
Butler a étudié à Georgia Tech, où il s'est spécialisé dans la conception multimédia, puis au Bennington College en vue d'obtenir une maîtrise en beaux-arts.

## Critique
Publishers Weekly l'a qualifié d' "écrivain toujours surprenant, drôle et subversif". A propos de son roman There Is No Year, Library Journal déclare : "cette œuvre littéraire, originale et admirablement conçue, est conseillée aux amateurs de littérature contemporaine à la recherche de quelque chose qui sort de l'ordinaire. Butler intègre des éléments inhabituels, tels que des monologues de type interview et, dans les chapitres suivants, des passages semblables aux strophes d'un poème. Également recommandée pour les étudiants en lettres, en psychologie et en philosophie en raison de la spécificité du style et de l'inventivité qui caractérise l'analyse psychologique des membres d'une famille".
Son premier livre traduit en français est 300 millions (Éditions Inculte 2019), qui a fait l'objet de critiques favorables.